# Ptak-straszydło
Ptak-straszydło (niem. Fitchers Vogel) – baśń braci Grimm opublikowana w 1812 roku w pierwszym wydaniu ich zbioru Baśni (tom 1, nr 46).  

## Treść[1]
Pewien czarownik, udając żebraka, chodził po świecie i porywał dziewczęta, które ginęły potem bez śladu. Pewnego dnia stanął przed domem człowieka, który miał trzy piękne córki. Najstarsza wyszła, by dać mu jałmużnę. Czarownik dotknął jej, a ona wpadła do kosza, który nosił na plecach. Zaniósł ją do swojego domu, który był bardzo bogato urządzony. Poinformował, że niczego jej tu nie będzie brakowało, ale pod jego nieobecność nie wolno jej zaglądać do jednego z licznych pokoi. Podarował jej klucze do wszystkich komnat. Dodatkowo dał jej magiczne jajko, polecając, by strzegła je troskliwie, bo gdyby je zgubiła, zdarzyłoby się nieszczęście. Miała je nosić na szyi na sznurku.
Kiedy czarownik wyjechał, dziewczyna zaczęła zwiedzać dom. W końcu dotarła do drzwi zakazanego pokoju. Nie mogąc powstrzymać ciekawości, weszła do środka. Okazało się, że stoi tam miednica, pełna porąbanych ludzkich ciał, a obok niej topór. Przestraszona dziewczyna upuściła do miednicy jajko, które przybrało barwę krwi, tak że nie można go było domyć. Kiedy czarownik wrócił do domu, kazał jej pokazać jajko. Było czerwone i czarownik wiedział już, że dziewczyna wbrew jego woli, była w zakazanym pokoju. Zaciągnął ją tam na powrót, uciął jej głowę toporem, a ciało porąbał na kawałki. 
Jakiś czas później, czarownik w stroju żebraka, znów udał się pod dom jej ojca. W podobny sposób porwał jej siostrę, którą spotkał taki sam los - także zapłaciła życiem za wejście do zakazanego pokoju. 
Po jakimś czasie czarownik sprowadził najmłodszą siostrę. Podobnie jak poprzednim razem, wręczył jej magiczne jajko i klucze do wszystkich komnat, zabraniając jednak wchodzić do jednej z nich. Dziewczyna jednak, w odróżnieniu od sióstr, nie założyła jajka na szyję, lecz schowała je. Podobnie jak siostry nie mogła powstrzymać ciekawości i weszła do zakazanego pokoju. Kiedy ujrzała poćwiartowane ciała sióstr, była przerażona. Pozbierała członki każdej z nich i złożyła na powrót. Wtedy siostry w cudowny sposób powróciły do życia. 
Kiedy czarownik powrócił do domu, kazał dziewczynie pokazać jajko. Nie dostrzegł na nim śladu krwi. Oświadczył wówczas dziewczynie, że przeszła próbę pomyślnie, i że teraz może zostać jego żoną. Dziewczyna zażądała wówczas, by zaniósł do domu jej rodziców kosz pełen złota, wówczas zgodzi się  go poślubić. Swoim siostrom, schowanym w komórce, dyskretnie dała znać, żeby ukryły się w koszu pod złotem, a kiedy czarownik zaniesie je do domu, żeby sprowadziły pomoc także dla niej. 
Czarownik ruszył w drogę niosąc ciężki kosz na plecach. Tymczasem, jego "narzeczona" zaczęła przygotowywać wesele, wysyłając zaproszenia do przyjaciół czarownika. Potem wzięła trupią główkę, założyła jej wianek i stoik, i wystawiła przez okno. Sama zaś wskoczyła do beczki z miodem, a potem wytarzała się w pierzu. Wyglądała jak dziwny ptak, że nikt nie mógł jej rozpoznać. W tym przebraniu opuściła dom czarownika. Spotkanym po drodze gościom weselnym, zaintrygowanym dziwnym ptakiem, mówiła, że wraca ze strasznego domu, gdzie narzeczona czarownika przygotowuje przyjęcie. W końcu spotkała i czarownika, który jej nie rozpoznał, i któremu oznajmiła to samo co gościom weselnym. 
Kiedy czarownik powrócił do domu, zobaczył w oknie trupią główkę. Sądził, że to jego narzeczona i pozdrowił ją wchodząc do środka wraz ze swoimi gośćmi.
Chwilę później zjawili się, wezwani przez siostry, bracia i krewni dziewczyny, którzy przybyli jej na pomoc. Zabarykadowali wszystkie drzwi i okna, a następnie podpalili dom. Czarownik spłonął wraz z kamratami.